# بروس کارش
بروس کارش (انگلیسی: Bruce Karsh; ۱۰ اکتبر ۱۹۵۵ – ) کارآفرین اهل ایالات متحده آمریکا است، که در سال ۱۹۹۵ شرکت اوک‌تری را تأسیس کرد.